# 蕭選
蕭選（1474年—16世紀），字廷舉，號盤谷，後軍都督府興州後屯衛（治所在順天府通州三河縣）軍籍，江西吉安府廬陵縣西門人，明朝政治人物。

## 生平
蕭選是弘治八年（1495年）乙卯科順天鄉試舉人，十二年（1499年）己未科三甲第五十八名進士。十四年（1501年）授盩厔縣知縣，判案精明有威，縣民為其建生祠。因和宦官對抗，降揚州衛經歷，改任獲嘉縣知縣。
正德四年（1509年）陞山西道監察御史、巡鹽河東，曾上奏改善買賣官鹽方法以便利官商，五年（1510年）七月依附劉瑾而陞俸二級，並陞都察院右僉都御史，劉瑾被處死後，同年八月被革職。

## 家族
曾祖蕭永；祖蕭選；父蕭鋭，贡士。母魏氏。重庆下。弟遷、進、過。
子蕭九峯、侄蕭九成，均為嘉靖三十二年進士。

## 引用
1. 1 2  民國《三河縣志·卷十二·人物卷》：蕭選，字廷舉，邑人，登宏治己未進士，為盩厔令摘發幽伏，人以包孝肅目之立生祠，因與巨璫抗禮左遷揚州衛經歷，擢獲嘉令，晉山西道監察御史巡鹽河東，為國裕課、除寇安民，累官都察院右僉都御史。
2. ↑  清康熙十二年修康熙鈔本《三河縣志·卷之下》：蕭選，字廷舉，號盤谷，年未冠領順天乙卯鄉薦，登弘治己未科進士。初尹盩厔，摘發幽伏，人以包孝肅稱之，為立生祠。因與巨璫抗禮。左遷揚州衛經歷，擢獲嘉縣尹，尋拜山西道監察御史，按鹽河東國計充裕，除寇安民。官至都察院右僉都御史。以上據通州志略。其為人居官，詳見郭東埜墓文。嘉靖三十五年學院明文入鄉賢祠。
3. ↑  同治《廬陵縣志·卷二十二·選舉志》：鄉舉……明……（弘治）十一年戊午……蕭選 西門人，三河籍，見進士
4. ↑  民國《盩厔縣志·卷五·官師》：明 知縣正七品……宏治時四人……蕭選，三河進士，十四年任，善決訟有威名，以事改調，厯官僉都御史。
5. ↑  《明武宗毅皇帝實錄·卷五十七》：（正德四年十一月乙酉）以同知崔哲，知州王鍇，知縣陳祥、邢昭、王廷相、蕭選、張璞俱為監察御史，哲雲南道，鍇陝西道，祥四川道，昭浙江道，廷相山東道，選山西道，璞福建道。
6. ↑  《明武宗毅皇帝實錄·卷六十三》：（正德五年五月癸未）山西巡鹽御史蕭選奏山西官鹽應賣未盡者三十餘萬，而應支商鹽復百餘萬，停止則病商，盡支則妨官，請於應支商鹽數內帶買官鹽，如商百引則官二十，引庶官商兩便，下戶部，覆奏邊儲取給鹽利，宜先官鹽減價亟，賣其商鹽則酌其資本多寡，歲加引數量支，仍嚴攙越請託之禁，詔官商鹽引中半相兼支賣攙，越作弊者罪之。
7. ↑  《明武宗毅皇帝實錄·卷六十五》：（正德五年七月）癸亥加巡鹽御史蕭選俸二級，選巡鹽河東數月之間，督辦鹽課至二百三萬六百餘引，瑾以選勤勞特錄之。
8. ↑  《明武宗毅皇帝實錄·卷六十六》：（正德五年八月辛丑）科道等官復自劾不職因劾內外官為瑾姦黨者二十六人……新陞僉都御史蕭選阿奉超遷，革其陞職。
9. ↑  龚延明主编. . 宁波: 宁波出版社. 2016. ISBN 978-7-5526-2320-8. 《天一閣藏明代科舉錄選刊.登科錄》之《弘治十二年己未科進士登科錄》